# Бенбрук (Тексас)
Бенбрук (енгл. Benbrook) град је у америчкој савезној држави Тексас. По попису становништва из 2010. у њему је живело 21.234 становника.

## Демографија
Према попису становништва из 2010. у граду је живело 21.234 становника, што је 1.026 (5,1%) становника више него 2000. године.
| Група             | 2000.          | 2010.          |
| Белци             | 17.092 (84,6%) | 16.931 (79,7%) |
| Афроамериканци    | 894 (4,4%)     | 1.130 (5,3%)   |
| Азијати           | 433 (2,1%)     | 409 (1,9%)     |
| Хиспаноамериканци | 1.406 (7,0%)   | 2.373 (11,2%)  |
| Укупно            | 20.208         | 21.234         |